# Hexatoma acrostacta
Hexatoma acrostacta är en tvåvingeart som först beskrevs av Christian Rudolph Wilhelm Wiedemann 1821.  Hexatoma acrostacta ingår i släktet Hexatoma och familjen småharkrankar. Inga underarter finns listade i Catalogue of Life.